# 中国工农红军第二十一军 (闽西)
中国工农红军第二十一军，简称红二十一军，是中国工农红军地方部队之一。先后有两支部队以“红二十一军”为番号。
1930年6月中旬，毛泽东在汀州主持召开红四军前委和闽西特委联席会议，把红四军第四纵队（是闽西第一次组建的主力红军）和原红十二军第一纵队留在闽西，不久这两支队伍整编为红二十一军。军长胡少海、政治委员邓子恢。下辖五个纵队，约两千余人。将已经成熟的红四军第四纵队留在闽西巩固和扩大苏区，带动红二十军等新编地方红军的成长。
1930年7月闽西第二次党代会召开，福建省委特派员王海萍传达中央指示：闽西党的任务“集中一切革命力量，扩大斗争到广东去。”“我们（在东江）胜利了，即使丢掉闽西苏区也没有关系。”邓子恢因为所谓“保守倾向”被免去了闽西特委书记和红二十一军政委职务，红二十一军政委由积极贯彻中央指令的李力一（李任予）接任。
8月和10月，红二十一军两次出击东江失利。闽西特委坚持红二十军留在了闽西各县，保住了基本实力。
1930年11月7日，中央特派员施简主持会议，将红二十一军和红二十军合编为新红十二军，施简任政委，左权任军长，名义上先后归属闽西特委和闽粤赣边特委（书记邓发）领导。代军长李宗孚。
1931年9月，毛泽东、朱德率领红一方面军再入闽西，新十二军并入红一军团第十二军，从此纳入红一方面军序列。